# Biscayabron

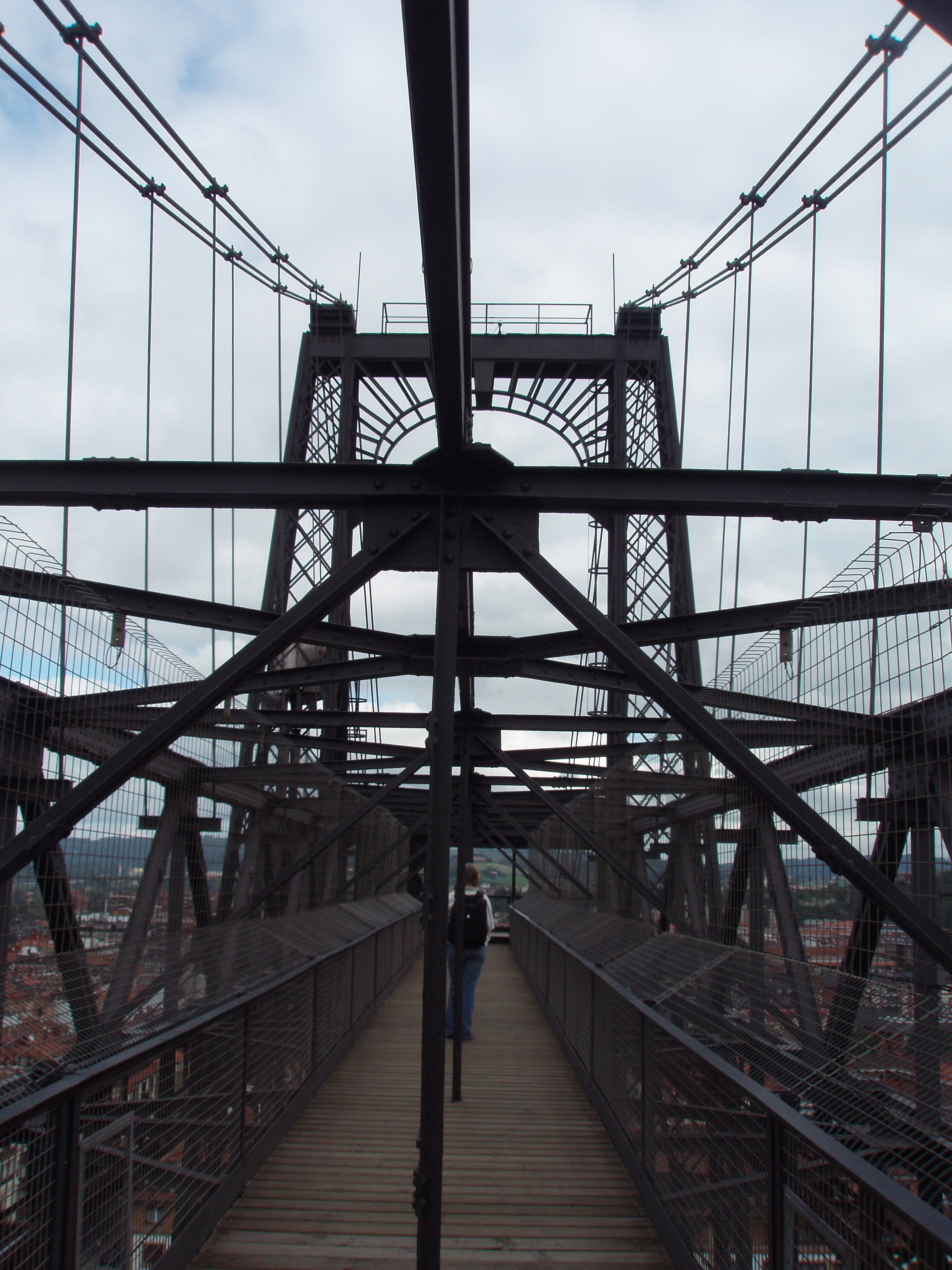
Gångbana längst upp på bron.

Biscayabron (baskiska: Bizkaiko Zubia, spanska: Puente de Vizcaya), är en hängfärja som förbinder Portugalete med Las Arenas (del av Getxo) i provinsen Biscaya, Spanien och går över Nervións mynning.
För lokalbefolkningen är den mer känd under namnet Puente Colgante.

## Historik
Biscayabron är världens äldsta hängfärja och uppfördes 1893. Den ritades av Alberto Palacio, som var elev till Gustave Eiffel. Den var lösningen som gavs av ingenjören till problemet att knyta ihop de två städerna, samtidigt som sjöfarten kunde pågå oavbrutet till och från Bilbaos hamn utan att enorma strukturer med långa ramper skulle behöva byggas. 
Under Spanska inbördeskriget avbröts trafiken på hängfärjan under fyra år och den övre sektionen sprängdes. Palacio kunde från sitt hus i Portugalete se sitt mästerverk delvis förstöras strax innan han dog.
År 2006 blev hängfärjan ett världsarv.

## Drift
Hängfärjan, som fortfarande används, har en  164 meter lång bana. Gondolen kan transportera sex bilar och något tiotal passagerare. Den avgår var åttonde minut, dygnet runt, och överfarten tar en och en halv minut.  
Biscayabron är en integrerad del av Bilbaos kollektivtraafiksystem.
Det finns idag besökshissar i de båda 50 meter höga brotornen. Det är möjligt att gå över brons högbrodel och därifrån se hamnen och Abrabukten.

## Bildgalleri

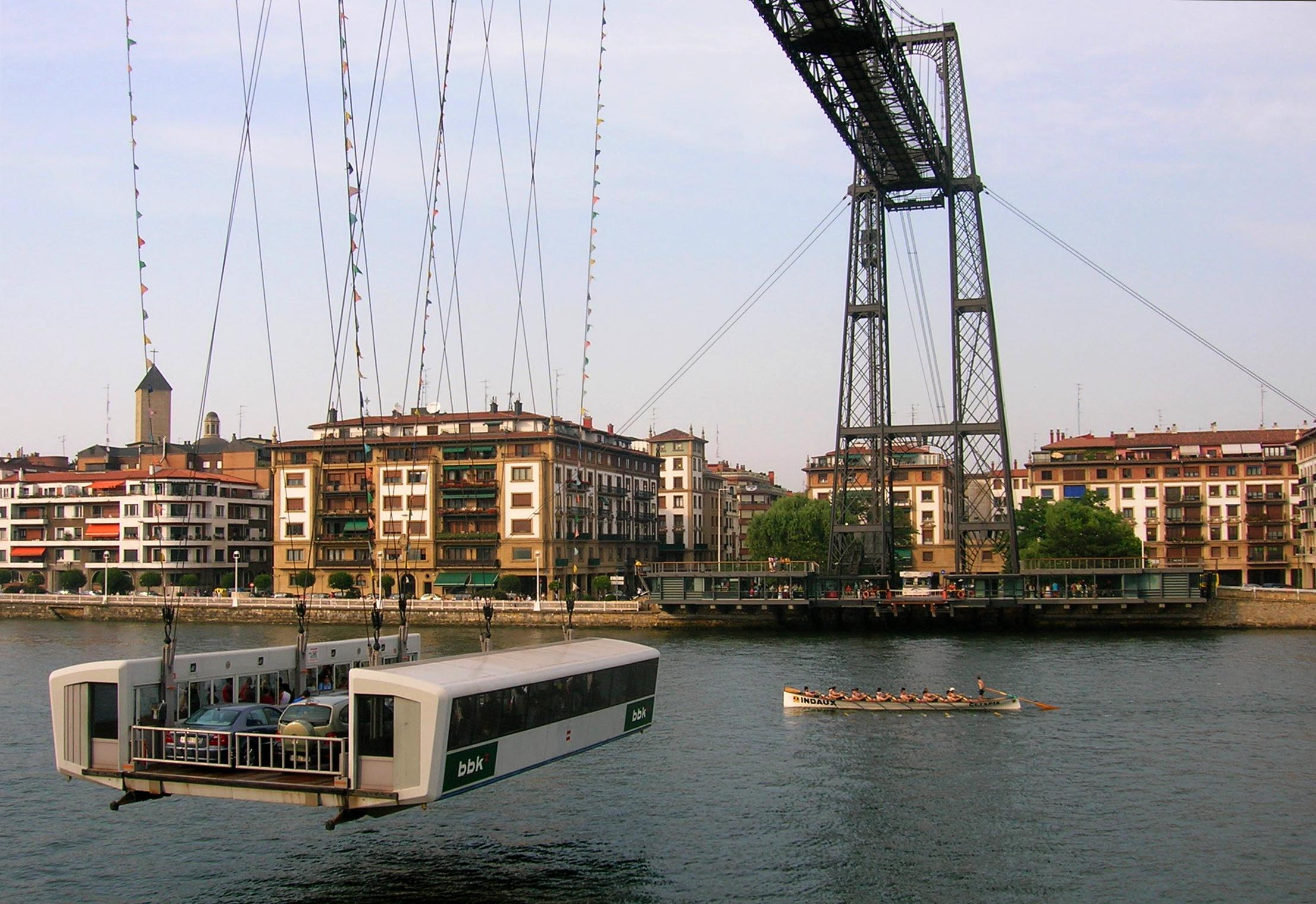
Närbild av gondolen.